# Nationalmuseum von Äthiopien
Das Nationalmuseum von Äthiopien (auch Äthiopisches Nationalmuseum) in Addis Abeba beherbergt zentrale Kunstschätze Äthiopiens. Sein englischer Name National Museum of Ethiopia wird oft NME abgekürzt. Es befindet sich Norden der Hauptstadt Addis Abeba.

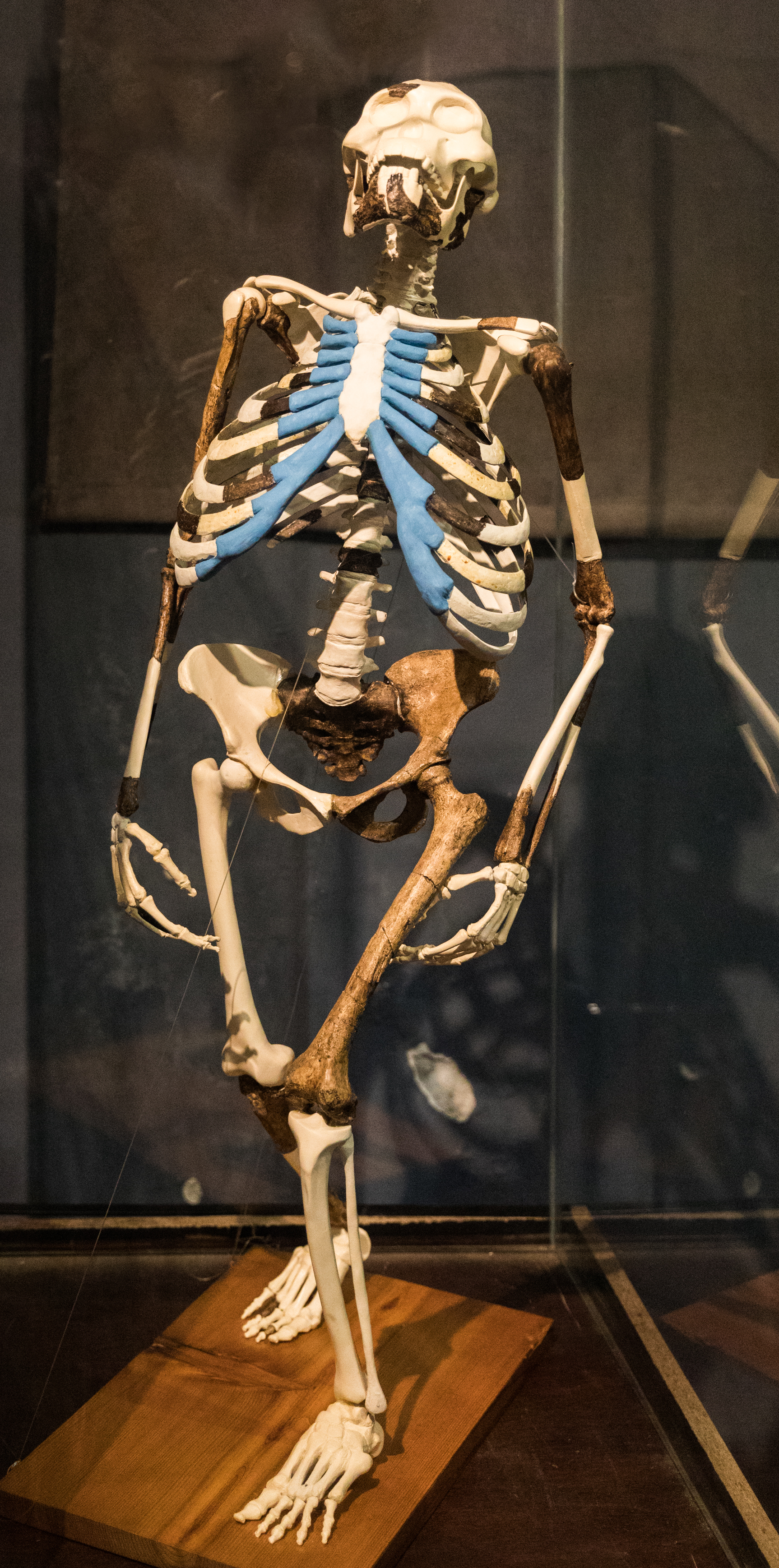
Lucy im Nationalmuseum von Äthiopien

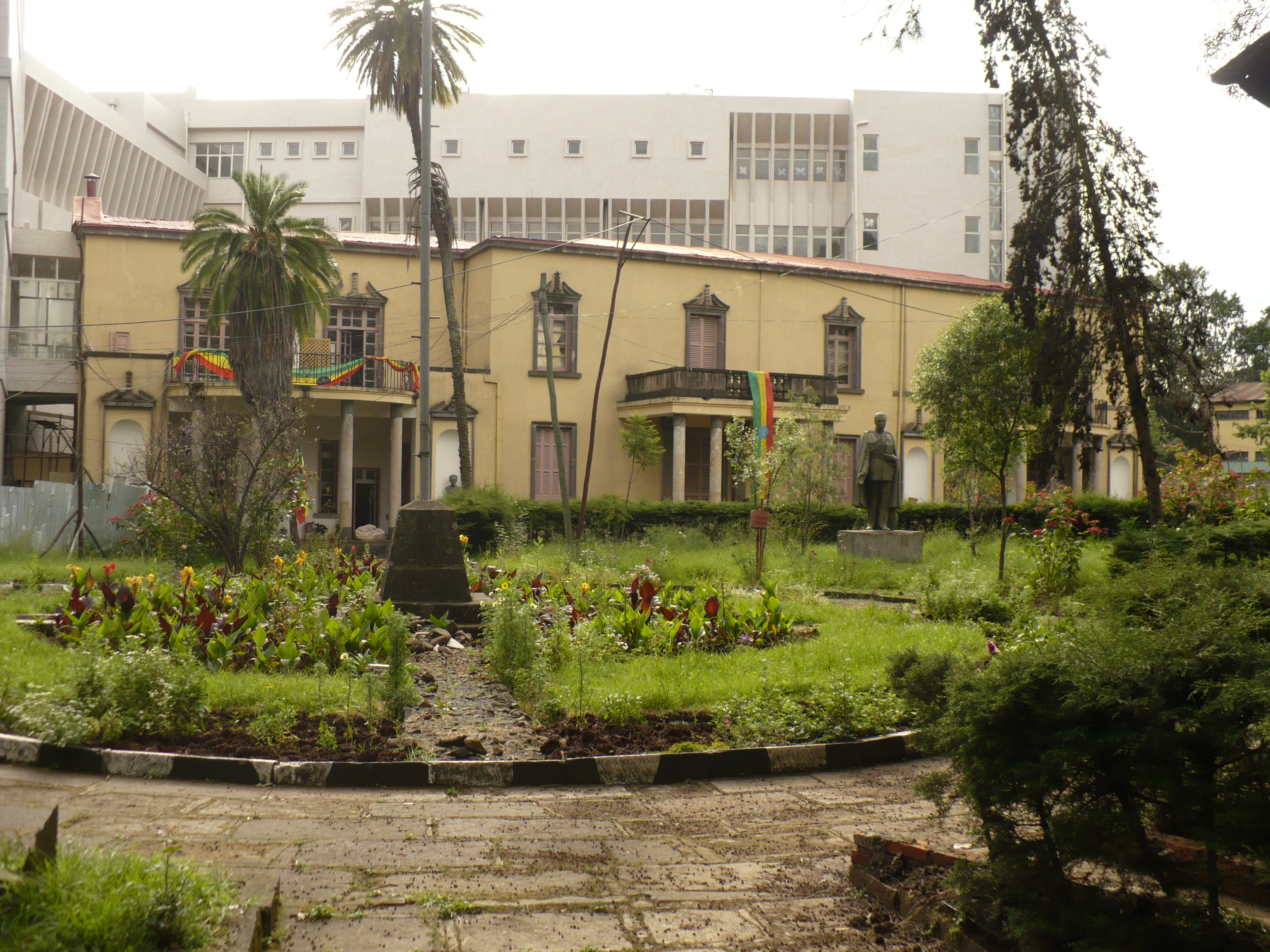
Verwaltungsgebäude im italienischen Baustil

Das Museum hat vier Ausstellungsschwerpunkte: Das Untergeschoss ist der archäologischen und paläoanthropologischen Abteilung gewidmet. Hier werden prähistorische Funde wie das Skelettmodell von Lucy und Überreste weiterer Hominiden gezeigt. Das Erdgeschoss enthält Objekte aus der Antike und dem Mittelalter sowie Insignien und Erinnerungsstücke früherer Herrscher wie Kaiser Haile Selassie. Im ersten Stock werden Kunstwerke Äthiopiens in chronologischer Reihenfolge ausgestellt – von traditionellen bis zu zeitgenössischen Werken. Unter anderem wird das Gemälde African Heritage von Afewerk Tekle gezeigt. In der gleichen Etage befindet sich eine Sammlung von weltlichem Kunsthandwerk, darunter traditionelle Waffen, Schmuck, Gebrauchsgegenstände, Kleidung und Musikinstrumente. Im zweiten Stockwerk schließlich befindet sich eine ethnografische Ausstellung. Hier versucht das Museum, einen Überblick über den kulturellen Reichtum und die Vielfalt der Völker Äthiopiens zu geben.